# Colibrí ermità bronzat
El colibrí ermità bronzat (Glaucis aeneus) és una espècie d'ocell de la família dels troquílids (Trochilidae) que habita boscos amb sotabosc, matolls, densa vegetació secundària i manglars de les terres baixes d'Amèrica Central, a Nicaragua, Costa Rica i oest de Panamà i a les terres baixes de Sud-amèrica, pel vessant del Pacífic a l'oest de Colòmbia i nord-oest de l'Equador.